# Nowa Wieś (powiat pajęczański)
Nowa Wieś – wieś w Polsce położona w województwie łódzkim, w powiecie pajęczańskim, w gminie Sulmierzyce.
| SIMC    | Nazwa    | Rodzaj    |
| ------- | -------- | --------- |
| 0552840 | Ostrówek | część wsi |

W latach 1975–1998 miejscowość należała administracyjnie do województwa piotrkowskiego.